# 藤井孝太郎のログイン!よる☆PA
『藤井孝太郎のログイン!よる☆PA』（ふじいこうたろうのログイン よるパ）は、STVラジオで2012年4月2日から放送されているラジオ番組。

## 概要
「ポップなオタク」を自称するオタクアナウンサー・藤井孝太郎がアニメや漫画・ゲーム・アイドルなどの話題を取り上げながら、幅広い世代で語り合うラジオ版SNSを目指す、「マニアによるマニアのためのマニア番組」をコンセプトとしたリスナー参加型の番組。番組名の「よる☆PA」は「夜のパーティ」を略したものとしている。藤井とリスナーまたはリスナー同士のコミュニケーションを広げる意味を込めて「出会い系ラジオ」とも名乗っており、番組のリスナー同士でカップルになったケースもある。
事実上『藤井孝太郎のアタックヤング』と『スーパーヒットチャートなまらん』の後継だが、『なまらん』色はだいぶ弱い。
帯番組として放送されていた下半期のうち、2013・14年度『ぞっこん!ファイターズ』、2015年度『マッスルナイト ～スポーツ&エンタ』といった平日スポーツ系情報番組の19時台後半には藤井が出演し、テーマ紹介を含めた番組案内を行っていた。また、2018年度下半期には『GO!GO!サンデー』内にて藤井が番組案内アナウンスを行った。
番組ではTwitterも活用されており、番組公式アカウントには主に放送前の番組案内や放送後の感想コメントが掲載される。生放送時にはハッシュタグ「#よるぱ」に寄せられたリスナーからのツイートが番組内で随時読み上げられた。2020年度からの録音放送時には金曜10:30頃以降の録音時間帯によるぱタグに寄せられた番組内容を想像した文面等のツイートを「エアー実況」として番組内で紹介する場合があった。なお、ネタコーナー類はTwitterでの受け付けはしていない。番組開始時にはよるぱタグのタイムラインに「ログイン」のワードが、終了時には「ログアウト」のワードが多く書き込まれる。録音放送時はよるぱタグのライムラインに藤井やスタッフが書き込みを行っている。
2012年10月25日には、番組公式のFacebookページが開設された。
2014年3月31日には、STVラジオホームページのポッドキャストページにてインターネットラジオ『藤井孝太郎のログイン!うら★PA』が開始され、2017年10月からはラジオクラウドにて新エピソードを配信。
2016年度上半期は日曜深夜の録音放送に繰り下げられ、番組収録は土曜午後に行われた。その後同年度下半期より再度生放送に復帰。しかし、藤井がテレビ『どさんこワイド朝』のメインキャスターに就任する兼ね合いから2020年4月より再度録音放送となり、これに先立ち2020年3月22日放送をもって生放送を終了、2020年度から2024年度には木曜午前をメッセージ締め切りとし金曜に収録、その後2025年度からは水曜午前締め切り・木曜収録としている。
2017年4月30日から2020年1月5日にかけては不定期に本放送開始直前にツイキャス配信が行われ、藤井がリスナーからのコメントに返答する形で進行された。その後2021年6月4日からはラジオクラウドでのインターネットラジオ音源収録の一部をツイキャス配信を交えて行っている。

## 聴取率
- 2012年冬季のビデオリサーチ北海道支社による聴取率調査では、当番組と「サウンドトラベル」が放送された平日午後9時台の聴取率は0.8%と、裏番組であるHBCラジオの「ファイターズDEナイト!」（2.0%）に大差をつけられた結果となった[9]。
- 2014年冬季ビデオリサーチによる調査では、当番組と「スポーツ伝説」が放送された平日午後9時台の聴取率は0.4%と、HBCラジオ「ファイターズDEナイト!」（1.0%）、AIR-G'の0.6%に次ぎ3位の聴取率となった[10]。
- 2019年夏季ビデオリサーチによる調査では、当番組と「松山千春 ON THE RADIO」「playlist」が放送された日曜20時から22時30分の聴取率は0.5%で1位の聴取率となった[11]。
- 2024年冬季ビデオリサーチによる調査では、当番組が放送された土曜22時台後半の聴取率は0.5%で1位の聴取率となった[12]。

## パーソナリティ
藤井孝太郎（STVアナウンサー）
代理パーソナリティ
- 渋谷愛奈美（2012年7月7日・9日、2013年9月7日・9日、2014年7月12日・14日 リフレッシュ休暇による代理）
- 山藤美智（当時STVアナウンサー 2012年7月30日 リフレッシュ休暇による代理）
- 和久井薫（2013年9月7日・9日、2014年7月14日 リフレッシュ休暇による代理）
- 福永俊介（STVアナウンサー 2014年7月12日 リフレッシュ休暇による代理）
- 吉川のりお（STVアナウンサー 2015年9月29日・30日 おたふく風邪による休養代理）
- 宮田愛子（当時STVアナウンサー 2015年10月1日 おたふく風邪による休養代理）
- 岡田和樹（STVアナウンサー 2023年1月14日[13] 気管支炎による休養代理）
- 西尾優希（STVアナウンサー 2025年4月26日[14] 喉の不調による休養代理）

なお2019年以降のリフレッシュ休暇時には代理を立てず、生放送時代の2019年3月3日・2020年3月1日放送分は事前録音、録音放送時代の2021年3月7日・2023年2月11日・11月18日・2024年3月3日・2024年5月18日は前週での2本録り、2022年3月6日放送分は水曜に前倒しして録音を行った。また2022年11月26日放送分は藤井の体調不良（後に新型コロナウイルス感染を公表）のため収録を取りやめ、11月12日放送分の再放送を行った。

## 放送時間
- 2024年4月7日 - 毎週土曜 22:30 - 23:00（録音放送）

### 過去の放送時間
- 2012年4月2日 - 9月29日・2014年3月31日 - 9月22日 毎週月曜 21:00 - 21:50、土曜 21:00 - 22:00（生放送）
  - STVアタックナイター延長時は短縮・休止の場合あり。
    - 2012年：土曜日本ハム戦時のみ、試合長時間延長時は22:30終了に変更。それ以外は野球中継を最大21:26で打ち切り、21:30 - 22:00までの放送。
    - 2014年：日本ハム戦、オールスター戦時以外は最大で21:30から開始。2012年に行われた土曜日本ハム戦長時間延長時の22:30終了措置はなし。
- 2012 - 2014年度下半期[注 2] 毎週月曜 - 金曜 21:00 - 21:50（生放送）
  - ナイターオフ編成のため『なまらん』の後を継いでこの時間帯にて放送。
  - アタックナイター時は休止・延長時の短縮放送の場合あり。
- 2013年4月1日 - 9月28日 毎週月曜 20:00 - 21:50、土曜 21:00 - 22:00（生放送）
  - STVアタックナイター延長時の対応
    - 日本ハム戦時は最大23:56まで延長するため長時間延長時は休止。
    - 日本ハム戦以外は最大21:26まで延長、ゲーム継続中の場合藤井が中継打ち切りをアナウンスし、21:30 - 22:00までの放送。

  - その他イベント公開録音特番として月曜20:00 - 20:30枠で7月15日「仁木町さくらんぼフェスティバル」、7月29日「Sプラ・THE・LIVE! Vol.20」、8月5日「あっさぶふるさと夏まつり」、9月16日「標茶産業まつり」編成に伴い20:30 - 21:50の短縮放送を実施。
- 2015年3月30日 - 9月21日 毎週月曜 20:30 - 21:50（生放送）
  - これまで年度上半期に行われていた土曜放送はSTVアタックナイター延長による短縮・休止率が高かったため、月曜に放送を集約。
  - アタックナイター編成時や7月27日20:30 - 21:00「とまり群来まつり」特番編成時には21:00 - 21:50の短縮放送の基本編成としナイター長時間延長時は短縮・休止の場合あり。
  - 2015年8月31日は月曜20時台前半「エンタタイム」の第5週特別番組枠を用いて20:00から開始。
- 2015年9月28日 - 2016年3月28日 毎週月曜 - 金曜 20:30 - 21:50（生放送）
  - アタックナイター時は最長で21:00 - 21:50の50分間放送、延長時は短縮・休止の場合あり。
- 2016年4月10日 - 9月25日 毎週月曜 0:00 - 1:00（日曜深夜 24:00 - 25:00 録音放送）
  - STVファイターズライブ時は繰り下げの場合あり。
- 2016年10月2日 - 2017年4月2日 毎週日曜 20:00 - 22:00（生放送）
  - ファイターズライブ時は繰り下げ・短縮の場合あり。
- 2017年4月9日 - 2020年3月29日 毎週日曜 20:00 - 21:00（生放送）
  - ファイターズライブのデーゲーム延長・ナイター薄暮編成時、Jリーグ中継時は短縮・休止・繰り下げの場合あり。
  - 2017年8月27日・9月3日の薄暮試合中継時には、20時台終盤の「藤井孝太郎のログイン!よる☆PAミニ」（27日は20:45 - 21:00[22]、3日は20:50 - 21:00[23]）と、「吉田拓郎 ラジオでナイト」を休止したうえでの22:00 - 22:30に番組本編の二部構成で放送された[22][23]。なお当初予定では27日20:30 - 21:00・3日は22:00 - 23:00の一部制で番組本編を放送予定であった。
  - 2018年度のナイター中継編成時は主に21:00から22:30の間で調整し放送。
- 2020年4月5日 - 2021年3月28日 毎週日曜 22:00 - 23:00（録音放送）
  - 藤井の「どさんこワイド朝」出演に伴い再度録音放送化。ファイターズライブのデーゲーム延長時は繰り下げ、ナイター中継時は休止の場合あり。
- 2021年4月3日 - 2024年3月30日 毎週土曜 23:30 - 0:00（録音放送）

スペシャル放送
- 2012年12月24日 22:00 - 25:00「藤井孝太郎のログイン!よる☆PAとアタヤン川田まみのアニソンナイト」（チャリティーミュージックソン内で放送）
- 2013年12月24日 21:00 - 25:00「チャリティーミュージックソンスペシャル」（チャリティーミュージックソン内で放送）
- 2014年12月24日 21:00 - 24:00「チャリティーミュージックソンスペシャル」（チャリティーミュージックソン内で放送）
- 2016年4月3日 23:00 - 23:30（2016年度上半期放送のプレ番組 当初は4日1:00 - 1:30放送予定）[24]
- 2016年6月18日 19:00 - 21:00[25]「帰ってきた生放送スペシャル」（STVファイターズLIVEスペシャル内で放送）
- 2016年9月24日 20:00 - 21:00「帰ってきた生放送スペシャル」（マッスルファイターズスペシャル内で放送）
- 2018年8月10日 0:00 - 1:00「夏休みSP feat.初音ミク」（ミュ〜コミ+プラスを休止）
- 2022年10月23日 18:00 - 21:00「ログイン!よる☆PA 日曜版～カラダもってくれよ!!6倍放送時間だSP～」（サウンドプラントスペシャル枠で放送）

## BGM
オープニング・エンディング
Tank!（作曲 - 菅野よう子 / 演奏 - シートベルツ（THE SEATBELTS）アニメ「カウボーイビバップ」オープニングテーマ、「COWBOY BEBOP SOUND TRACK 1」より）
効果音
コロムビア・オーケストラ『絶体絶命』（収録アルバム：THE!ネ申ネタ着信音 「脇びっしょり汗る音」6曲目） - 主にオープニングトーク時の残念なオチの際に流れる。
メッセージパート
Audio Highs『お前の大事な連中ならいるだろ お前の中に』（収録アルバム：銀魂オリジナル・サウンドトラック2 32曲目） - 悲しいメッセージの紹介時に流れる。

## 番組構成
2023年度-
毎月の週毎に以下のテーマを設定。2015年度の帯番組時代以来の各日毎に固定のテーマカテゴリを組んだ構成となる。
- 第1週：音楽特集
- 第2週：大喜利
- 第3週：アニメ話
- 第4週：アニメ以外の話
- 第5週：下ネタ

2021-2022年度
テーマメッセージ募集を中心に週替りのランダムな企画を据えた以下の構成で放送。
- オープニングトーク
- 1曲目
- 週替り企画前半
- 2曲目
- 週替り企画後半
- エンディング

2020年度
- オープニングトーク
- 1曲目
- テーマメッセージ紹介第1部
- 2曲目
- 大喜利コーナー
- 3曲目
- テーマメッセージ第2部
- 4曲目
- テーマメッセージ第3部
- エンディング

2017-2019年度
- オープニングトーク
- 1曲目
- メッセージテーマ紹介
- 2曲目
- 大喜利企画
- アカデミックナイト
- 3曲目
- テーマメッセージ紹介/ゲストインタビュー・メッセージ
- 下の句/よるぱ図書館
- エンディング

### 曜日別テーマ
主に2012 - 15年度下半期の平日帯番組放送時に用いられ、番組構成やメッセージテーマはこのテーマに沿って展開される。
2012・13年度下半期
- 月曜日:フリーテーマ
  - ジャンルを問わないメッセージテーマを設定。主にその日話題になったニュースにちなんだものが設定される。
- 火曜日:アニメにまつわる話
  - アニメ関連のメッセージテーマを設定。
- 水曜日:学校にまつわる話
  - 学校や職場での話題に関するテーマを設定。
- 木曜日:ネタコーナー満載
  - 複数のネタコーナーを展開。下ネタ系コーナーは21時30分以降実施。
- 金曜日:音楽特集
  - 主に週替わりの特集テーマでリクエスト曲を募集し番組全編を通し数多く流す。

2014年度上半期
- 月曜日：メッセージ中心の構成
- 土曜日：ネタコーナー中心の構成

2014・15年度下半期
火曜日が「アニメにまつわる話」から「語る（主にアニメ）」に変更される。
- 月曜日:フリー
- 火曜日:語る（主にアニメ）
  - 主にアニメなどの一つの作品といった、一つの分野に絞ってメッセージを募集し語り合う。
  - メールやFAXで語り足りないリスナーのために、生電話出演希望を受け付ける場合もある。
- 水曜日:学校話
- 木曜日:ネタコーナー
  - 80分放送となった2015年度はネタコーナーとは別に不定期にメッセージテーマを設定する場合あり。
- 金曜日:音楽特集

## 現在のコーナー
- メッセージテーマ
  - 放送回毎にテーマを設定した上でメッセージを募集し紹介する。
  - 生放送時は主に番組オープニングにてテーマを発表し、また不定期に番組公式Twitterにて放送前に事前発表する場合もあった。
  - 野球中継延長で放送時間が短縮される場合やゲストインタビュー・重大発表パート・特集企画・荒天時の気象情報等のためメッセージ紹介に割ける時間が少なくなる場合にはテーマを設定せず、「フリー」としてのメッセージ募集またはメッセージパートを設けない他、短縮時にはメッセージの他ゲストパートを翌週以降に順延する場合があった。
  - 週1回1時間放送となった2016年度上半期はコーナーやゲストパートが過密に配置されるためテーマメッセージの募集・紹介は4月上旬を除き行われず、同年度下半期は2時間放送でテーマ設定をほぼ毎回行い、再度週1回1時間放送となった2017 - 19年度はテーマ設定日は不定期となった。2020年度には毎週の番組エンディングでテーマが事前発表され翌週放送にて紹介されていたが、30分に縮小された2021年度以降は再度不定期となり、2023年度以降は前述の週毎のテーマに沿って第3週・第4週を中心に展開されている。
- 大喜利コーナー
  - 2019年4月21日募集案内・4月28日紹介の「大喜利 よるぱ新コーナーを考える」より主に週替りまたは2週替りの季節の話題やニュースに関するお題で大喜利コーナーを実施。タイトルコールではその週のテーマを発した後「ルパン三世2nd series」のサブタイトル音が流され、ネタ読み上げ後には主にテーマに因んだ楽曲が短く流れる。プロ野球延長と重なった場合やゲストインタビュー・特集企画を行う際等放送時間に余裕がない場合は休止され、2021・2022年度は不定期実施で「大喜利祭り」と銘打ってお題を複数設けて実施する形が主となり、2023年度以降は主に毎月第2週にて行う形としている。
- シン・下の句[27]
  - 「下の句」のリニューアル企画として、テーマとして指定された上の句に合わせ、下の句の部分をリスナーが送る形で下ネタの短歌を募集するコーナー。2022年5月21日放送にて『「このムチが いいね」と君が 言ったから』の初回テーマで募集を開始、5月28日放送にて紹介開始。その後2022年9月10日の放送を最後に行われておらず従来の下の句を第5週の下ネタ企画にて行う形が主となっているものの、2024年時点でも番組ホームページのコーナー紹介文に残存している。
- あなたはどっち? よるぱリサーチ
  - 藤井が司会を務める『どさんこワイド朝』の視聴者アンケート企画「ナニ派?リサーチ」をパロディしリスナーから寄せられたアンケート質問と2択から4択までの選択肢のネタを紹介する大喜利コーナー。「ラジオの前のリスナーが道民の多数派かを判定する」という触れ込みのもと2020年9月27日より1回に付き1ネタを紹介する小型コーナーとして不定期に実施され11月8日放送での実施を最後に消滅したが、その後2022年8月27日放送にてネタコーナー特集の一環として2年ぶりに実施され[28]、メイン企画として複数本のネタを紹介し多くのネタが寄せられたこともありその後も複数ネタを紹介する通常コーナー形式で継続されている。2023年8月12日放送を最後に行われていないが、2024年時点でも番組ホームページのコーナー紹介文に残存している。
  - 本コーナーの前身として2020年9月6日・13日実施の週替り大喜利コーナーにて「ナニ派?リサーチ」のテーマが実施されており、アンケート質問と選択肢を書いたネタを募集・紹介し、また一般向けに使えるような質問選択肢ネタも募集した上で使えるネタは『どさんこワイド朝』のスタッフにも提出するとしていた。
- 朝一番!地上波テレビ情報番組でのアニソンリクエスト採用レース
  - 藤井が司会を務める『どさんこワイド朝』冒頭で視聴者からのリクエスト曲に乗せてライブカメラ映像と天気予報テロップを放送する「お天気ミュージック」コーナーにて藤井のテンションが上がるようなアニメソングのリクエストを送ってもらい、早期に採用され番組にリクエストの旨を報告した最初のリスナーに「どさんこワイド朝」グッズなどのプレゼントを贈る企画。2025年6月7日放送でどさ朝6月2日放送でのTOKIO「LOVE YOU ONLY」の採用についてのメールが紹介され同曲をリクエストした2名にプレゼントし第2弾としてJ-POP以外の歌手によるストレートなアニメソングのリクエストを呼びかけ、7月5日放送にてどさ朝6月26日放送でのYOASOBI「アイドル」の採用についてのメールが紹介されプレゼント対象とすると共に声優楽曲などのコアなアニメソングの採用者にプレゼントを送る形で継続する方針が語られている。

## 不定期コーナー
- 藤井孝太郎の嫁募集(二次元に限る)
  - 女性にもてない藤井をかわいそうに思った制作本部長が発案した、藤井の嫁（妻）にぴったりな番組オリジナルの美少女キャラクターをリスナーの協力で作り上げるコーナー。また、嫁キャラの考案を通じよるぱリスナーや現代人が考える理想のお嫁さん像を探る後付けの意義も込められた。2012年9月4日放送のメッセージテーマで嫁キャラの特徴設定を募集する形で開始。その後嫁キャラのデザインイラストが募集され、番組に寄せられた嫁キャラ案のイラストは番組ホームページやFacebookに掲載された。
  - 2013年1月7日放送では、リスナーやヒューマンアカデミー札幌校マンガカレッジ講師生徒から寄せられた42通の嫁候補イラストからリスナー投票で10数案の最終候補を絞り込むこととなり、21日放送で一次予選通過者11案が発表され、通過作の清書を改めて提出しての最終審査が案内された。第1次審査者からの清書イラストが出そろった2月18日放送では2月25日12時までに一人3案を選んで投票する第2次審査が案内され、2月25日放送で最終的に3案と補欠1案が決定した。
  - 4月29日からは各4案の詳細設定へ向けてまず1案の設定募集が行われたが、その後の2013年度上半期は野球延長による放送時間短縮の影響で計画が停滞したのち11月25日放送で「藤井孝太郎にふさわしい嫁はどんなキャラ?」のメッセージテーマ募集から企画が再開されたが、2014年夏以降は行われていない。
  - 日替わりメッセージテーマでの募集のほか、「アカデミックナイト」のコーナーではヒューマンアカデミー札幌校マンガカレッジ講師で漫画家の田島ハルをオフィシャルアドバイザーに位置づけ、田島と藤井による嫁企画に関しての論議も行われた。
- あざーす!
  - 街中や日常といった身の回りで目撃・経験した、思わず「あざーす」（ありがとうございます）と感謝を言ってしまいそうなエロいハプニングシーンの経験エピソードを、男女問わず募集しリスナーで共有するネタコーナー。
  - ネタの木曜日の一環として2012年10月4日放送で募集開始、同日紹介開始。その後の複数曜日放送時は年度下半期は木曜、2013・14年度上半期は土曜に放送。（『下の句』同様、主に21:30以降に放送）。2013年度下半期からは実質的に不定期実施となり、2015年10月15日放送を最後に紹介が長らく中断し、2017年9月24日放送で約2年ぶりに実施された。その後も終了扱いとはならず良質なメッセージが来れば紹介が可能という形となっていたが、2020年4月以降は他の下ネタコーナー「下の句」「よるぱ図書館」とともに番組ホームページのコーナー紹介文から削除され休止状態となっている。
  - ネタ紹介時のBGMには映画『エマニエル夫人』のテーマ曲が流れる。2013年4月6日放送では、STVラジオの社長が気に入っているコーナーであることが公表された。
- DJ和のつなげてくれてあじゃじゃした～!
  - 番組のドキドキおまつりプラザオフ会イベントにゲスト出演したアニメソングDJ・DJ和と電話をつなぎ、和のリミックスによる約15分間の番組限定アニメソングメドレーを和と藤井による楽曲にまつわるトークとともに展開するコーナー。2012年11月16日放送にて「秋葉原で激熱の曲メドレー」の初回テーマで開始。コーナー序盤のBGMには、DJ和「J-アニソン神曲祭り [DJ和 in No.1 胸熱 MIX]」のショートバージョンの序盤が流れる。
  - 2012・13年度下半期は音楽の金曜日の一環として月1回金曜に放送、2013年度上半期以降は不定期コーナー扱いで主に月曜にほぼ月1回ペースで放送、2014年度上半期以降はより放送頻度が減り数ヶ月に一回程度の実施となり、2017年1月29日放送を最後に以降長らく行われていなかったが2020年4月19日放送で3年ぶりに実施された。帯番組として放送された2014・15年度下半期期間は金曜に実施。また、2020年10月25日放送と2021年8月28日放送では和の新作ミックスアルバムの発売に関連してオリジナルメドレーを行わずインタビューと新作ダイジェスト音源のオンエアのみを行った。
  - 2013年8月31日放送では、札幌マンガ・アニメフェスティバル「きたまえ↑」出演のため来札中のDJ和をスタジオに招き、STVラジオ史上初のスタジオ内にDJブースを置き「きたまえ記念Vスタジオスペシャル」と銘打って番組本番中に生でアニソンミックスを展開した。
  - 2015年11月20日放送から2017年1月29日放送までは、テーマを発表せずにミックスを再生しながらリスナーからテーマ予想解答を募集し、正解者に抽選でプレゼントを行う「クイズミックスホニャララ縛り」を実施した。
- ○○（テーマ名）リクエスト祭り
  - 番組全編を通して一つのテーマに沿って募集したリクエスト楽曲を数多く取り上げる。帯番組時代は金曜音楽特集企画で主にリクエスト祭りを冠して行っていたが、帯番組時以外は不定期企画として実施され2023年度以降は第1週音楽特集の一環として実施。2020年度以降実施される際にはオープニングのタイトルコール時に番組名の後リクエスト祭りの企画タイトルを発する。また使用音源準備のためメッセージ締切が1日前倒しされ金曜収録時代は水曜、2025年度の木曜収録時は火曜を締切とする。
- ○○ミニ特集
  - 最近の音楽の話題やその日のテーマに合わせた楽曲を数曲取り上げる、曜日にかかわらず行われる不定期音楽企画。2013年12月31日にJAM Projectインタビューに合わせた「JAM Projectミニ特集」から開始され、その2年後の2015年10月12日に同月9日に行われた音楽特集「眠気が吹っ飛ぶアニソン特撮」で特撮ソングが取り上げられなかったことから行われた追加枠的企画「特撮ソングミニ特集」で2年ぶりに実施され、その後同年11月や2017年に数回実施。

下ネタ系ネタコーナー
主に21:30以降、21時台の放送がない2016年度上半期・17年度以降は番組後半の時間帯で、複数曜日放送時は年度下半期は木曜、2013・14年上半期は土曜に実施。2017年から2019年度には下の句とよるぱ図書館のいずれかまたは両方がランダムに放送される形となっていた。
その後録音放送化された2020年4月以降は実施せず番組ホームページ内記事のメッセージ募集文からも削除され、5月3日放送にて朝番組を担当する藤井のイメージダウンを懸念し休止としている旨を公表。募集は停止とせず寄せられたネタは紹介ストックとして補充されるのみとした。2020年12月の下の句再開以降は不定期に実施されるも2021年3月21日放送では下ネタによるイメージダウンをきっかけとした番組の打ち切りのケースを危惧し番組存続を優先して下ネタ企画の本格再開を行わない姿勢を示唆しており、2022年4月9日放送の「下ネタ断捨離祭り」としての実施にて新規のネタ受け入れを行わず「思い出した時に再開」とする無期限休止の方針が発表された。
- 下の句
  - 短歌の下の句ではなく、青春ほとばしる5・7・5の下ネタの川柳を募集するネタコーナー。基本的には川柳の投稿を受け付けるものの、短歌の投稿も認められ稀に紹介される場合があった。
  - ネタの木曜日の一環として2013年1月4日放送で同名キーワード予告がされ、1月7日放送で詳細コーナー案内の後1月11日放送から紹介開始。
  - このコーナーでは投稿リスナー名を歌人に見立て先生付け（ラジオネーム:○○先生）で紹介され、ネタ読み上げ後にはししおどしの効果音が流れる。
  - 2013年5月4日 - 7月27日には、あかひげ薬局提供の清涼飲料水「二回戦」の閃乱カグラコラボパッケージ二本セットが優秀なネタを送った毎週2名にプレゼントされた。当初は5月の1ヶ月間の予定だったが、最終的に7月いっぱいまで続行された。
  - 番組のマンネリ化を危惧して、2013年9月28日放送で一時終了。最終回はオープニングを設けずコーナー開始。最終的に藤井曰く2.5cmほどメールが届いており、くじ引き方式でランダムに紹介した。
  - 2014年1月1日から1月3日にかけての正月収録放送では、リスナーからの復活要望を受け正月特別企画「帰ってきた下の句」として未紹介のストックから作品を紹介する形で復活し、その後1月9日放送では「よるぱ図書館」の序盤で、打ち合わせの結果下の句を不定期企画として再開する事となり、2014年4月5日放送では3週間に1回ペースの準レギュラーコーナー扱いとすることとなったが、その後は再びほぼ毎週のペースで実施された後2017年度頃からは下の句とよるぱ図書館のいずれかまたは両方がランダムに放送される形となっている。
  - 2020年度からの休止状態後の2020年12月6日には「朝のキャスター藤井がギリギリ読めそうな句」を募集する名目で「ギリの句」として復活案内が行われ12月13日に紹介するとともに[29]、最後に旧来の「下の句」のストックから一句を紹介した。その後2020年12月27日放送でも番組の最後に下の句が一句紹介され、2021年1月3日にも「新春ギリの句」が実施された[30]。また2021年4月24日放送では「忖度した下の句&よるぱ図書館」のテーマで比較的マイルドなネタの募集紹介を行い[31]、2022年4月9日「下ネタ断捨離祭り」まで不定期に実施された[32]。その後無期限休止宣言後は10月23日の日曜版スペシャルや、2023年以降は4月29日放送の「ゴールデンウィーク下の句」企画など[33]、第5週下ネタ企画の中心として用いられている。
  - 2024年11月30日放送では、感謝週間「くらしあったかウィーク」に合わせて川田まみをゲストに迎えて展開[34]。川田のラジオ出演は歌手活動引退以来初となり、川田による下の句ネタの読み上げも行われ、川田の近況や藍井エイルへの提供楽曲「POLYHEDRA」に関するインタビューも交え、終盤には川田の選定による最優秀作「川田まみ賞」が決定された。
- よるぱ図書館
  - 本だけではなく新聞やビデオなど様々なメディアを借りることが出来る最近の図書館の中で、この世のどこかにあるという大人になるための勉強としてアダルトビデオを貸し出しできるものの、公的機関のため有名文学の派生作品で文学に興味を持たせる存在としてごまかすように有名文学作品のタイトルにカモフラージュしたビデオしか貸し出しできない架空の図書館「よるぱ図書館」の設定で、有名文学作品の題名をもじったAVのタイトルネタを募集する馬鹿馬鹿しくもためになるネタコーナー。なお絵本やノンフィクション等小説以外の出版物の題名をもじったネタも採用されている。
  - 採用されたネタタイトルは、もじった元の文学作品タイトルと同じようなイントネーションで読み上げられる。
  - 2013年9月28日放送で木曜のコーナーとして案内・募集開始され、10月3日放送で紹介開始。
  - ネタは主に『よるぱ図書館で○○(作者名)の○○(有名文学の題名)によく似た作品を借りてきました。「○○」(ネタタイトル)』の形式で送られる。
  - コーナー冒頭BGMにはチャイコフスキー「ピアノ協奏曲 第1番変ロ短調第1楽章」冒頭が流れ、ネタ紹介後にはモーツァルト「アイネ・クライネ・ナハトムジーク」、またはピアノ協奏曲第1番変ロ短調第1楽章の一部が流れる。
  - タイトルネタに加え、そのタイトルのAVの内容や感想のネタ文を添えてネタを送ると採用時タイトル紹介後に読まれる場合がある。
  - 2020年度からの休止状態後の2021年4月24日には「忖度した下の句&よるぱ図書館」にて下の句同様に比較的マイルドなネタの募集紹介を行い約1年ぶりに復活実施され[31]、2022年4月9日「下ネタ断捨離祭り」まで不定期に実施された[32]。その後10月23日の日曜版スペシャル、2023年9月30日放送にて復活実施。

## 季節限定コーナー
- 紅白歌合戦。続いては○○（マルマル）さんに歌っていただきましょう。曲は「○○（ホニャララ）」
  - その年を賑わせた人物が歌手として紅白歌合戦に出場したらというシチュエーションで、コーナー名と同じテンプレートで「○○さん」に話題の人物名、曲は「○○」にその人物の事件や心情になぞらえた実在曲名もしくは実在曲名をもじった風刺的な架空曲名を入れた曲紹介文のネタを募集する、年末に合わせた1年を振り返る12月限定のネタコーナー。なお、「○○さん」部分は「さん」以外の敬称をつけた人名や複数の人名やグループ名を当てはめた投稿も認められる。帯番組時代は木曜日に行われ、週一回放送の2017・18年は「オラにチカラをボケてくれ～ん」のお題、2019年は週替り大喜利の一環、2020年以降は週替わり大喜利とは別に再度単独コーナーとして実施。
  - 2012年から16年度・18年度以降はコーナー冒頭BGMには北島三郎「まつり」のイントロ、ネタ紹介後は和田アキ子「あの鐘を鳴らすのはあなた」最後の「あなた～」（2012 - 16・18年）、北島三郎まつりサビから「祭りだよ」（2012 - 16・18年 - ）、石川さゆり「天城越え」サビ最後の「天城越え」（2017・19年・21年）、氷川きよし「きよしのズンドコ節」コーラスの「ズンズンズン ズンドコ」（2017・19年・21年）からいずれかのフレーズが流れる。
  - 当初2012年11月28日放送の終盤で翌日の特別ネタテーマとして募集が案内され、11月29日から紹介開始され12月27日で終了。その後毎年リスナーの要望を受けつつ以下の日程で行われている。
    - 2013年：11月29日実施案内・12月5日から30日まで紹介。
    - 2014年：12月8日実施案内・11日から12月25日まで紹介。
    - 2015年：12月3日実施案内・同日から12月24日チャリティーミュージックソン内での実施まで紹介
    - 2016年：12月11日実施案内・18日から25日まで紹介
    - 2017年：12月10日に既に届いたネタを紹介しつつ実施案内・17日と31日に紹介。
    - 2018年：12月18日・23日放送で案内し30日放送で紹介。
    - 2019年：12月15日放送で実施案内、22・29日に紹介。
    - 2020年：12月6日放送で案内[29]、12月20・27日に別の大喜利お題紹介と合わせて実施。当初は13日放送の「1時間大喜利祭り」でも紹介を予定していたが、時間の関係で省かれた。
    - 2021年：11月20日放送にてリスナーからの実施要望と合わせ既にネタ投稿が寄せられている事を公表し応募受付を案内、12月18・25日放送にて実施し25日は前週の予告にて「紅白歌合戦祭り」と銘打って番組全編を通じてネタ紹介を行った。
    - 2022年：11月20日放送にてリスナーからの実施要望メッセージとともに応募受付を案内。12月11日・18日・31日に紹介。
    - 2023年：12月2日放送にて実施案内、16日・23日に紹介。
    - 2024年：12月7日放送にて実施案内、21・28日に紹介。その後29日配信のポッドキャスト版第179回でも本放送で読まれなかったネタを藤井の2024年のエピソードと絡めながら紹介した。
- ○○実況アナウンサー、あっ言っちゃった、なに言った?
  - オリンピック開催時期前後に行われた、オリンピック中継の実況アナウンサーが言ってしまった失言やとんでもない一言のネタを募集する大喜利ネタコーナー。○○には開催都市名が入る。単独コーナー時にはコーナー冒頭BGMに1964年東京オリンピックから古関裕而「オリンピック・マーチ」、ネタ読み上げ後には1984年ロサンゼルスオリンピックからジョン・ウィリアムズ「オリンピック・ファンファーレ&テーマ」の一部が流れた。
  - 当初はソチ五輪に因み「ソチオリンピック実況アナウンサー、あっ言っちゃった、なに言った?」が2014年1月2日放送で案内・募集開始され木曜のネタコーナーの一つとして1月9日放送から紹介開始。その後1月末ごろからは「オリンピック」の単語を除いた「ソチ実況アナウンサー、あっ言っちゃった、なに言った?」に改題。2月20日放送で終了。
  - 2016年にはリオデジャネイロ五輪に因みリスナーからの要望を受けて「リオ実況アナウンサー、あっ言っちゃった、なに言った?」が7月10日放送で時間不足による不実施の可能性を考慮しつつ募集開始、7月31日放送で紹介。
  - 2021年には東京五輪に因み「東京大会実況アナウンサー、あっ行っちゃった、なに言った?」を7月24日放送で案内し7月31日放送の大喜利特集の一環として開始[35]、その後大喜利企画の一環として8月7日と14日放送にて実施。オープニングは週替わり大喜利同様にルパン三世のサブタイトル音とし、古関裕而のオリンピックマーチはネタ読み上げ後の効果音として後奏部が用いられた。
  - 2022年には北京五輪に因み「北京実況アナウンサー、あっ言っちゃった、なに言った?」を1月29日放送で案内し、週替り大喜利の一環として2月5日[36]・19日[37]・3月5日放送にて実施[19]。前年同様にオープニングはルパン三世のサブタイトル音とし、ネタ読み上げ後効果音はジョン・ウィリアムズのオリンピック・ファンファーレ&テーマのみを使用した。
  - 2024年にはパリ五輪に因み「パリ実況アナウンサー あっ言っちゃった なに言った?」を8月3日放送で案内し[38]、第2週大喜利の一環として8月10日・17日放送で実施[39]。
- SNOW MIKU コラボ企画
  - クリプトン・フューチャー・メディアのさっぽろ雪まつり企画「SNOW MIKU 20XX（西暦年号）」スポンサードによる期間限定コーナー。2016年・2020年の1月から2月にかけて企画の情報発信を行うとともに、コーナー最後に雪ミクグッズのプレゼントクイズを出題する。
  - 2016年は「SNOW MIKU 2016」として1月7日にクリプトンの番組スポンサー入りの発表とコラボ企画実施を発表し1月15日から2月5日に実施し、プレゼントクイズ「SNOW MIKUクイズ」では出題後の回答受付中にSNOW MIKU 2016限定生産アルバム「KARENT presents キラユキ*リフレクション feat. 初音ミク」の収録曲を週替りで1曲流した後正解発表をし、当日番組最後に当選者発表を行った。
  - 2020年は「SNOW MIKU 2020ダヨー」として2019年12月15日のクリプトン社員2名生出演時にコラボコーナー実施発表を行い2020年1月19日から2月9日まで実施。SNOW MIKU企画ならびに同企画の一環として行われる2月9日のSTVホールでの藤井司会のイベント「Snow Parade Stage」の情報発信とともにプレゼントクイズを出題し、当選発表は翌週の同コーナー内で行われた。また、終了後の2月16日放送後半ではSnow Parade Stage第2部の吹奏楽公演「雪ふるまちの音楽会」の音源を一部放送するとともに、クリプトンの斉藤大輔が生出演し雪まつりを振り返るトークを行った後追加の初音ミクグッズプレゼント企画を実施した。

## 過去のコーナー
2016年 -
- 気象情報・交通情報
  - 20時または21時の正時時点の道内主要都市の気温と道内の最高最低気温地点情報と道路情報・JR運行状況をアナウンスする。2016年10月2日・9日実施。
- よる倫[27]
  - ビデ倫ならぬ「よる倫」がアダルトビデオの作品名を修正するという設定で、実在するアダルトビデオの作品名を朝の情報番組でギリギリ紹介できる文面にもじった文を募集するネタコーナー。2022年5月21日放送にて募集を開始、5月28日放送にて紹介開始。ネタは「○○（制作会社）の○○（作品名）という作品をよる倫が修正していました。○○（修正文ネタ）」の形式で送る。
  - 2022年10月8日放送で終了[44]。寄せられたネタでもじられた元のAV作品名が生々しく放送コードから逸脱する文面のものが多く紹介が困難なことや、藤井の語りで面白く紹介する事が困難、藤井が動画配信サービスを用いAVを見る際に「このタイトルはよるぱで使えるか」と考えてしまう邪念が入る懸念があり継続が困難と判断された。

## 特別企画
- エヴァンゲリオンウィーク（2012年11月19日 - 23日）
  - アニメ映画「ヱヴァンゲリヲン新劇場版:Q」公開に合わせ、1週間を通して新世紀エヴァンゲリオンに関する特集を展開する。期間中はエヴァンゲリオンに関するメッセージテーマの設定や、2012年11月17日から2013年2月11日までサッポロファクトリーで開催の「エヴァンゲリオン展×札幌」主催のメディア・マジック提供による毎日2名のエヴァンゲリオン展チケット・オリジナルTシャツのセットなどエヴァンゲリオン展グッズのプレゼントが展開された。この他当初は藤井がゲームセンターのクレーンゲームで獲得したエヴァンゲリオンフィギュアをプレゼントする計画があったものの、ゲームセンター内でフィギュアが盗難に遭い実現しなかった。
  - 期間中は、以下のような日替わりテーマが設定された。
    - 11月19日「エヴァ人気キャラ総選挙」
    - 11月20日「心に残るエヴァの名セリフ」
    - 11月21日「私の持っているエヴァグッズ」
    - 11月22日「こんなエヴァンゲリオン展ありえないわ」
    - 11月23日「エヴァ音楽特集」
- 進撃の巨人フィギュア争奪「紅蓮の弓矢」カラオケ大会（2013年7月8日）
  - アニメ「進撃の巨人」主題歌であるLinked Horizon「紅蓮の弓矢」を課題曲としたカラオケ企画。リスナーと生電話を繋ぎ電話越しで歌い、より熱く歌ったリスナー2名に激アツマンデープレゼント祭り企画の一環として海洋堂提供のカプセルフィギュア『カプセルQキャラクターズ「進撃の巨人」絶望と反攻のヴィネット』4種セットをプレゼントする。
  - 当時はテレビサイズの音源しか放送できず、また正確な歌詞は未公表だったため自由に歌って良いとされ、リスナーは自分で解釈した歌詞、あるいは替え歌を独自に作り歌った。カラオケ音源はJOYSOUNDのものが使用された。
- みのや雅彦さんのライブ。アンコールで登場したみのやさん、開口一番何を言った?（2013年10月10日）
  - みのや雅彦ゲスト出演に合わせ、ライブのアンコールの最初で言ったみのやが言わなさそうなセリフのネタを募集する特別ネタコーナー。採用されたネタはみのや本人が読み上げた。
- よるぱトトカルチョ（2014年9月30日・10月15日）
  - 年度下半期の帯番組体制においてプロ野球中継で放送休止・短縮の可能性のある3日間のよるぱ通算放送時間を、5分刻みで最低0分から最高150分までの間で予想するプレゼントクイズ企画。予想解答は出題当日いっぱいの送信分まで受け付けた。
  - 第1弾は2014年秋改編突破を記念し「輝け!秋体制記念 よるぱトトカルチョ」のタイトルで、日本ハム戦公式戦中継で短縮・休止の可能性のある改編後第一週の9月30日から10月2日までのよるぱの放送時間合計を予想する形で2014年9月29日に出題された。
    - 的中者2名、もしくは的中者がいない場合は近似者前後1名ずつに藤井の友人であるマスター荻野・石原提供の秋葉原ラジオ会館グッズセットがプレゼントされた。10月3日放送で結果発表が行われ、放送時間の結果は3日間とも放送なしの0分で予想的中者は5名だった。

  - 第2弾は日本ハムの2014年クライマックスシリーズファイナルステージ進出を記念し「クライマックスシリーズ ファイナルステージ進出記念 よるぱトトカルチョ」のタイトルで、クライマックスファイナルステージ戦中継で短縮・休止の可能性のある10月16・17・20日の放送時間合計を予想する形で2014年10月15日に出題された。
    - 的中者1名もしくは的中者がいない場合は近似者1名に藤井が2014年5月にサッカー日本代表戦観戦時の土産として購入したボールペン・ハンドタオルのセットがプレゼントされた。10月21日放送で結果発表が行われ、放送時間の結果は16・20日が0分、17日が15分の合計15分となり的中者は3名だった。
- よるぱ膝カルチョ（2014年11月24日）
  - パーソナリティ藤井が2014年11月16日にプライベートで行ったフットサルで傷めた膝の精密検査の結果をクイズとして出題する企画。問題なし・靭帯損傷・半月板損傷の三択で出題され、11月25日まで解答受付を行った。正解者の中から1名に藤井が2014年7月に水樹奈々LIVE FLIGHTツアー大阪公演で購入したリストバンドとストラップのセットがプレゼントされた。
  - 11月26日、病院での精密検査の診断結果報告時の音源を交えて正解発表が行われ、正解は半月板損傷だった。なお、程度は軽いものだったため当面手術は必要ないとされたものの、炎症の悪化を抑えるために藤井は12月17日まで松葉杖生活を余儀なくされた。
- 楽曲人気投票企画
  - 事前にテーマを決めてリスナーから投票メッセージを募り、人気楽曲をランキング形式で発表する不定期の特別リクエスト企画。

川田まみ人気楽曲ランキング（2015年2月20日）
川田まみのデビュー10周年を記念し川田のゲスト生出演に合わせ実施 。2月11日放送で実施が案内され、川田まみ名義の楽曲から一人3曲までの投票で人気トップ10を発表した。
よるぱ的今年のアニソンランキング（2015年12月31日）
2015年年末収録放送のメイン企画の一つとして実施。2015年のアニメソングから年4クールで1クールにつき1曲ずつを想定した一人最高4曲までのリクエストを12月11日から23日まで募り上位19曲を発表した。
よるぱ的藍井エイル好きな曲ランキング（2016年2月19日）
藍井エイルゲスト生出演に合わせて実施。2月12日放送で翌週の金曜音楽特集での藍井エイル特集実施と一人3曲までのリクエスト要項、週明け15日放送で藍井の生出演とランキング企画が案内され、藍井エイルの楽曲から一人3曲までの投票で人気トップ10を発表した。
よるぱ的 今期アニメカウントダウン3!（2022年3月12日）
3月5日放送で「大型リクエスト企画」として案内され、2022年冬クールのアニメソング楽曲をテーマに一人3曲までの投票で人気トップ3を発表した。
今期のアニソンベスト5（2022年9月24日）
9月17日放送で案内され、2022年夏クールのアニメソング楽曲をテーマに一人3曲までの投票で人気トップ5を発表した。
よるぱ的今年のアニソンベスト5（2024年12月7日）
11月30日放送で案内され、2024年のアニメソング楽曲から一人5曲までの投票を受け付け人気トップ5を発表した
- FLOWのワールドレポート（2015年7月6日 - 8月15日）
  - FLOWワールドツアー「FLOW WORLD TOUR 2015 極」とSTVラジオのコラボによる、7月から8月にかけて約1ヶ月間の南米・カナダでのツアー海外公演期間中にメンバー本人からの現地レポートをよるぱ独占で毎週伝える特別企画[50]。藤井がFLOWファンであり、FLOWリクエスト特集が盛り上がる等よるぱでの人気を知ったFLOW側からのオファーで企画が実現した。
  - 出演メンバーと収録先は以下のとおり。
    - 7月6日：KEIGO 海外公演前電話インタビュー
    - 7月13日：KEIGO・IWASAKI 7月12日ペルー・リマ公演直後レポート
    - 7月27日：KEIGO・TAKE・井上ジョー 7月18日ブラジル・フォルタレザ公演直後レポート（プロ野球延長で休止された7月20日放送分の繰り下げ放送）、KEIGO・GOT'S 7月26日チリ・サンティアゴ公演直後レポート
    - 8月10日：KEIGO・KOUSHI 8月2日ブラジル・リオデジャネイロ公演直後レポート、KEIGO 8月8日カナダ・モントリオール公演前日レポート
    - 8月17日：メンバー全員 8月15日ツアーファイナル 東京・日比谷野外音楽堂公演直後レポート
- まさか！ツアーファイナル札幌公演でまみさんが最後に叫んだ一言とは？（2015年10月22日）
  - 川田まみのゲスト生出演と全国ツアー「MAMI KAWADA LIVE TOUR 2015 PARABLEPSIA」の2015年11月1日ツアーファイナル札幌公演に合わせて、ライブの最後の一言で言った川田が言わなそうなセリフネタを募集する特別ネタコーナー。10月21日に案内され、川田まみゲスト生出演の翌22日に実施。採用されたネタは川田本人が読み上げた。
- 実際にあるAVのタイトルをNHK仕様に変換せよ（2015年11月4日予定）
  - NHK札幌放送局・松岡忠幸アナウンサーのゲスト生出演に合わせ、実在するアダルトビデオ作品の生々しい題名をNHK的に丁寧語に変換しもじったタイトルネタを募集する「よるぱ図書館」の逆パターン的な特別ネタコーナー。松岡アナ出演前日11月3日に募集案内が行われたが、「ラジオを聞いて得したこと・損したこと」のメッセージテーマに変更され実施されなかった。その後本コーナー計画をベースとして2022年に「よる倫」のコーナーが行われた。
- ドキュメンタリー・オブ・PNT（2016年1月1日）
  - 2015年11月5日放送の平成ノブシコブシへのゲストインタビューで徳井健太が発したキタラジ!フェスティバルに関しての藤井への要望「パンティを穿くってのはどうですか」に合わせ、フェスティバル開催前日に藤井が番組スタッフと共にパンティーを購入する様子やパンティーを穿き臨んだフェスティバル当日の様子を記録したドキュメンタリー企画。
- あの素晴らしい青春をもう一度 レトロフリーク（2016年9月18日 - 10月9日）[51]
  - サイバーガジェットスポンサードによる期間限定コーナー。思い入れの強い懐かしのゲームに関するメッセージを募集・紹介し、毎週1名にサイバーガジェット製のゲーム互換機「レトロフリーク」がプレゼントされる。ソフトの返却を行わない条件で藤井にやってもらいたいゲームソフトの送付も受け付けていたが、最終的にリスナー提供のゲームソフトの話題は行われなかった。
- STVラジオ Radikoデビュー物語（2017年1月22・29日）
  - Radikoを用いてSTVラジオを聞き始めた際のエピソードを募集するSTVラジオ生ワイド各番組による統一企画[52]。2017年1月10日から31日に募集、よるぱでは1月22日・29日に紹介。採用者にはSTVラジオオリジナルクオカード500円分がプレゼントされた。応募は番組メールアドレスではなくSTVラジオの局メールアドレス「radio@stv.jp」から受け付けた。
- FLOWミニアルバム「Fighting Dreamers」発売記念スペシャルコラボ（2017年6月11日 - 7月2日）[53]
  - FLOWのデビュー15周年記念ミニアルバム「Fighting Dreamers」の発売を記念し、よるぱ本番組とポッドキャストの連動で行われた連続コラボレーション企画。ポッドキャストで番組終了後に毎週1名のFLOWメンバーへの電話インタビューを配信し、本番組でその週のインタビューメンバーが手掛けたFighting Dreamers収録曲を紹介した。
  - 各週に配信・放送されたインタビューメンバーと手掛けた楽曲は以下の通り。
    - 6月11日：KOHSHI「Go! Go! Drinkers」
    - 6月18日：GOT'S「秘密の作戦」（IWASAKI担当曲「Bet or Dead」を誤って放送、秘密の作戦は翌週振替放送[54]）
    - 6月25日：TAKE「クライムオン」
    - 7月2日：IWASAKI「Bet or Dead」・KEIGO「旅の途中」（KEIGOのみポッドキャスト無し）
      - 2日の本番組ではLIQUIDROOMで行われた全国ツアー『FLOW 15th Anniversary TOUR 2017「We are still Fighting Dreamers」』東京公演2日目終了直後のFLOW全員が電話出演し、その中でKEIGOへの個人インタビューを行った後「旅の途中」を放送した。
- 藤井孝太郎のあれは何回でしょうかクイズ（2017年8月20日）
  - プロ野球デーゲーム実況延長による30分短縮放送時に、番組序盤の出題時からエンディング部分前までの中である行為を何回行うかを予想するクイズ企画。「番組中25分の間何回言葉を噛むか」を問題とし事前収録のアカデミックナイトを除いた生放送部分内でカウントし、的中者1名にアニメグッズ詰め合わせセットをプレゼント。結果は1回で、的中者11人または12人ほどだった。
- サイバーガジェットで遊ぼう!（2017年12月31日）
  - サイバーガジェットスポンサードによる単発企画。同社の「セーブエディター」シリーズを紹介するとともに、PS4用セーブエディターをリスナー3名にプレゼントする。サイバーガジェットのスポンサードは2016年「あの素晴らしい青春をもう一度 レトロフリーク」以来。本コーナー実施に合わせ、サイバーガジェット公式サイト内に「STVラジオ放送記念 期間限定サイバーガジェットオンラインショップ」が2018年1月7日まで開設されよるぱ番組ホームページにリンクを設置、セーブエディターシリーズをリスナー割引の値段で販売した。
- ヲタさん お絵かきですよ!（2020年6月12日動画配信・14日放送、2021年6月12日動画配信・同日放送）[55][56][57]
  - 新型コロナウイルスに伴うドキドキFOODパーク並びに同イベント内の本番組オフ会イベント中止に伴う、Youtube「STVラジオ公式チャンネル」との連動企画。どさんこワイド「奥さん!お絵かきですよ」のパロディ企画として、藤井が曲名・作品名を伏せたアニメソングの流れる間に藤井が楽曲のタイアップ作品の絵を描いてもらう。Youtubeにて事前に藤井が描画を行う本編収録時の動画を楽曲音源を抜いた形でアップロードし絵のみを見せ、ラジオ本編放送にて楽曲が流れ答え合わせとなる趣向とした。当初オフ会イベントで行う際にはステージに来場者1名が登壇し登壇者のみにアニソンを聞かせながら絵を描いてもらいその他の来場者に当ててもらう構想としていたが、中止により代替として藤井が挑戦する形となった。また番組終了後には番組ホームページにも藤井の描いた絵が掲載された[58]。その後2024年のドキドキFOODパークでのオフ会イベントにて当初の計画に準じたステージでのお絵かきですよ企画が行われた。
  - 2020年はSTVラジオ番組統一の「ドキドキHOMEパーク」企画の一環として、6月7日放送にて「ドキドキ!スタジオパークからこんばんは」の仮題で発表され、6月14日放送分の収録にてディレクターねえさまが選曲したアニメソング3曲を1コーラスずつ流した。収録時に藤井はRX-78-2ガンダムの扮装で臨み、描画出題部分の収録時映像は12日に投稿され14日の本番組にて答えを発表、1曲目に「NARUTO」からFLOW「GO!!!」、2曲目に「ONE PIECE」からきただにひろし「ウィーアー!」、3曲目に「美少女戦士セーラームーン」からDALI「ムーンライト伝説」を流し、正解発表後にはねえさまがスタジオに入り藤井の絵の感想を述べた。
  - 2021年はリクエスト楽曲2曲を問題として描画を行い6月12日の日中にYoutube動画をアップロードし、同日放送にて答えを発表。1曲目に「旗揚!けものみち」からNoB with ケモナーマスク「闘魂! ケモナーマスク」、2曲目に「ダンベル何キロ持てる?」から紗倉ひびき（CV:ファイルーズあい）&街雄鳴造（CV:石川界人）「お願いマッスル」を流した。収録時に藤井はRX-78-2ガンダムの衣装と寄生獣の寄生生物の捕食を模したマスクを被り臨み描画中はマスクを外しテーブルにはシャア専用ザクの頭部を模したヘルメットが飾られ、スタジオ壁面にはグリーンバックを置きDJ和の写真を含む2019年のオフ会イベントの写真を合成しイベントの雰囲気を演出した[59]。
- 夏目友人帳展のご案内（正式コーナー名なし）（2020年2月23日・4月12日 - 19日・6月21日・7月5日 - 8月2日）
  - 丸井今井札幌本店で開催の展覧会「アニメ 夏目友人帳展」札幌開催に向けて、同展の情報を紹介する。2020年2月23日放送で4月22日から5月6日の開催案内を実施、4月12日放送で新型コロナウイルスに伴う延期案内と19日放送にて7月22日から8月10日の振替日程情報を案内し、6月21日放送で振替開催情報を再度案内。
  - 7月からは開催概要の紹介と共に作品関係者との電話インタビューやゲストコメントを取り上げ、7月5日放送では夏目友人帳アニメ版を手掛けたアニプレックスの松崎由美子との電話インタビュー、7月12日放送では2019年に行われた同展の福岡開催時の担当者である博多阪急の薄井催事企画担当との電話インタビュー、7月19日放送では夏目貴志役声優の神谷浩史からのコメント、7月26日放送ではニャンコ先生役井上和彦からのコメントを放送しその後8月2日放送では藤井による概要紹介とリスナーからの感想メッセージを取り上げた。
- FLOW 超会議 2020 〜アニメ縛りリターンズ〜リリース記念祭り（2020年8月9日）[60]
  - 2020年8月5日のFLOWのライブBD・DVD「FLOW 超会議 2020 〜アニメ縛りリターンズ〜」発売を記念し、同作の初回特典CDに収録されたライブ音源をボーカルKEIGOのゲストコメントとともに番組序盤と後半の2回に分けて取り上げる。
- 大物ゲストのコメント大募集!![61][62]（2021年9月11日）
  - 2021年の感謝週間企画として、ラジオクラウド版にて話題に上っていたリスナーからのボイスメッセージの紹介企画のアイデアを元に、リスナーから著名人やキャラクターのものまねで録音した「よるぱをお聞きの皆さん今晩は!○○です!」を頭につけた20秒程度のボイスメッセージネタを募集・紹介する。藤井が選んだ最優秀作品1名にSTVオリジナル福袋をプレゼントする。2021年9月4日放送で案内、9月11日放送にて実施。
- よるぱ改編突破記念!キングレコードさんが超人気声優さんを仕込んでくれましたSP（2021年10月16日 - 30日）
  - 2021年秋の番組改編突破に合わせ、キングレコード所属声優歌手からのゲストメッセージを3週連続で放送する。16日に堀江由衣、23日に上坂すみれ、30日に水樹奈々のメッセージを放送し最新シングルのPRコメントの他堀江・上坂のメッセージの最後には翌週のメッセージゲストに関するエピソードが、上坂・水樹のメッセージの最初には前週のメッセージゲストが語ったエピソードに関する返答が語られた。
- リスナーチャレンジウィーク（2022年11月5日 - 12日）
  - 2022年の感謝週間「チャレンジWEEKスペシャル」に合わせ、リスナーへのチャレンジとして2週連続の特別企画を実施。
  - 11月5日放送では「リクエストプレゼン大会」を実施、形式を問わず思いを込めたプレゼン文を添えたリクエストを募集し[63]、最終的に3曲のリクエストを採用[64]。プレゼン文の紹介を中心に思いの強さやユニークさから藤井が収録中に選考し最後に優秀なプレゼン文として選ばれたリクエスト曲を放送した。
  - 11月12日放送では「アムロ・レイが言わなそうなセリフ選手権」を実施、リスナーからアムロの言わなさそうなセリフのネタをアムロになりきって吹き込んだ音声データを募集・紹介し[64]、藤井が選んだ優勝作品1名に自身がGUNDAM FACTORY YOKOHAMAで購入したRX-78F00プラモデルをプレゼントする。またボイスデータの送信をせずテキストのみでのネタ投稿も可能とし採用時は藤井がアムロの真似で読み上げる形となるが、優勝選考からは除外とされた。前半に藤井のものまね読みによるテキスト投稿を紹介し、後半にリスナーの音声データ投稿を紹介した。ものまね選手権ではないとして必ずしもアムロのものまねで音声を吹き込む必要はなく、肉声での投稿のほか音声合成ソフトを用いネタを喋らせた音源も採用された。
- 30分番組なのにドキドキするくらい色んなことを詰め込んだ放送!!（2023年7月8日）[65]
  - 2023年の感謝週間「毎日がスペシャル!STVラジオ ドキドキエブリデイ♪」に合わせたスペシャル放送。angelaによるゲストメッセージや、リスナーボイス企画「リスナーボイス!携帯電話のボイスメモ（音声録音機能）を使ってよるPAの宣伝をせよ!!」として「よるPAの良いところは〇〇 悪いところは〇〇です」のテンプレートでリスナーから寄せられた新規リスナーに向けた番組宣伝文ボイスネタを募集・紹介した。またガンプラを中心としたプラモデル6種やうまい棒サラミ味といったリスナープレゼントも用意され[66]、angelaのゲストメッセージ内でプレゼントクイズを出題し応募については放送中のメール・FAXは応募プレゼントの希望種類数に上限を設けず、葉書を含む放送終了後分については1種のみとする形で受け付けた。その後翌週の放送では当選発表とともにangelaからのプレゼントクイズ正解発表のゲストメッセージが放送された[67]。
- よるぱ改編突破記念 STVテレビどさんこワイド朝を見て当てよう どさんこグッズプレゼント（2023年9月30日）
  - 「どさんこワイド朝」2023年10月4日放送での藤井のレポートする札幌市内のアスレチック施設取材映像にて、藤井が発したアニメ・ゲームに関する例えコメント5つから実際に放送されたコメントの数を予想するプレゼントクイズ企画。9月30日放送オープニングにて取材時に発した例えコメントの内容の振り返りとプレゼント案内を行った。4日水曜6時30分を締め切りとし[68]、どさんこワイド朝での取材映像の放送を実際に見て正解を確認した上で応募が可能な形とした。10月7日放送で正解発表と当選発表を行い、正解のコメント数は1となり、正解者3名と全応募者から1名にどさんこワイドシリーズ出演者写真入りのクリアファイル・どさんこくんクリアファイル2種セット・どさんこくんミニクリアファイル4種セット・STVラジオグッズどさんこくんクリアファイルとボールペンと蛍光ペンのセットの4種のセットのいずれかがプレゼントされた。

## スペシャル放送
複数年実施
- チャリティーミュージックソンスペシャル（2012 - 2014年 12月24日）
STVラジオ・チャリティー・ミュージックソン内で、アニメソング企画を中心に時間を拡大して放送する特別番組。チャリティーミュージックソン内でのアニメソング企画として、よるぱ開始以前には2011年12月24日23:00 - 12月25日5:00に藤井孝太郎・渋谷愛奈美の司会、関智一・島本和彦をゲストに迎えた「孝太郎ともなみんのアニソンチックにいこう」が行われていた。
2015年以降はスペシャル放送を行わず、2015年はよるぱの通常放送時間帯となる20:30 - 21:50に「藤井孝太郎のログイン!よる☆PA」の番組名を冠さず藤井とよるぱチームがミュージックソン進行を行いよるぱで実施されている木曜ネタコーナーに加えてSTVでの2015年ミュージックソンテーマ「今、私たちにできること」に関するメッセージの紹介を行った。その後週1回放送時に放送日24日がよるぱ放送日と重なる場合、2017年は藤井が24日ミュージックソン総合司会を行うとともに20時台に「チャリティミュージックソン2017スペシャル」と題し[69][70]、STVでの2017年ミュージックソンテーマ「あの人を想う音楽の贈り物」に関するメッセージ募集紹介を入れながら通常放送を実施し、よるぱ終了後のSTVローカルパートで藤井が22時台にアニメソングクイズ企画と25日0時台前半にアニソンDJプレイを実施。2022年は本編放送休止でポッドキャスト配信のみを行った。

- 年末スペシャル/大晦日スペシャル/新春スペシャル
  - 年末年始期間中に行われる録音放送。（STVラジオの各ワイド番組は原則年末年始は「新春スペシャル」のタイトルがつけられる。）

- きたまえ↑関連スペシャル（2013・14年9月）
  - 札幌芸術の森で行われた札幌マンガ・アニメフェスティバル 「きたまえ↑」に関連したスペシャル放送。
  - 2013年9月2日は「きたまえ↑スペシャル」としてきたまえ終了翌日の通常放送にて8月31日に行われたよるぱイベントでのI've高瀬一矢・中沢伴行のトークの一部や、野外ステージライブに出演した春奈るな、中川翔子、GRANRODEOへのインタビューが放送された。
  - 2014年9月15日は道内民放ラジオ4局合同企画「きたまえ↑サミット2014」の第4回の扱いでAIR-G'「ANI-ON!」の前田幸・HBCラジオ「アニメロティック」のMAYU・FM NORTH WAVE「Anison-R 〜マンガ・アニメ研究部〜」の片岡香澄をゲストに迎えて、イベント終了直後の札幌芸術の森楽屋から生放送を実施。放送途中にはきたまえ1日目・2日目に出演したDJ和もゲスト出演した。

単年度実施
- キタラジ関連特番
  - 『NHK・民放連共同ラジオキャンペーン in 北海道 「キタラジ」』参加局5局で放送される同キャンペーンのイベント公開録音特番のSTV放送分をよるぱ内で放送。公録音源が大部分を占めるためよるぱのスタジオパートは事前収録で放送された。
  - キタラジ!フェスティバル（2015年12月12日）
  - キタラジ!ファイナル（2016年2月3日）
- 帰ってきた生放送スペシャル（2016年6月18日・9月24日）
  - 録音放送で行われた2016年度上半期期間中、プロ野球中継のない土曜ゴールデンタイムのスペシャル枠を用いて生放送で番組を進行するスペシャル放送。Twitterの「#よるぱ」タグのツイート紹介も行われる。なお、同週の日曜レギュラー放送は生放送前に収録される。
  - 6月18日放送では、テーマメール「この3ヶ月に起きた身の回りのトピックス教えて」とアニメソングリクエスト、そして6月15日のドキドキFOODパーク内での番組オフ会イベントの模様が放送された。
  - 9月24日放送では、フリーテーマ募集で近況報告や秋からのレギュラー生放送への要望メッセージを紹介し、リクエスト楽曲の放送やネタコーナーよるぱ図書館や下の句の紹介を行った。
  - この他2020年12月27日放送では、事前予告なしでの生放送を実施[73]。年末編成のため週明け月曜に「どさんこワイド朝」の放送がなかったこともあり実現、序盤から放送中リアルタイムのツイートを取り上げた後番組中盤に生放送である事を明かす形の構成としスタジオ内の藤井と調整卓側にねえさまディレクターのみの二人体制で進行され作業負担を減らすため当日のメール受付は積極的に受け付けずエンディングで僅かに紹介するのみとなった。
- 夏休みSP feat 初音ミク（2018年8月9日）
  - 7月28日に岩見沢市北海道グリーンランドで行われたSTVのイベント「どさんこみらいフェス」の一環としてランドホールにて開催された公開録音イベントの模様をダイジェストで放送。
- ログイン!よる☆PA 日曜版～カラダもってくれよ!!6倍放送時間だSP～（2022年10月23日）[48][74]
  - 18:00 - 21:00のサウンドプラントスペシャル枠にて生放送で番組を進行するスペシャル放送。大喜利企画「よるぱリサーチ」・下ネタコーナー「下の句」「よるぱ図書館」の復活実施・リクエスト特集「アニソン神曲リクエスト」や[74]、「蹴られたい有名人ドラフト会議」「ヲタクになったきっかけ」「私はコレにいくらつぎ込みました」「明日のどさんこワイド朝でこれやれ」のテーマメッセージや生電話企画を実施[75]。
  - 18時台は「ヲタクになったきっかけ」「私はコレにいくらつぎ込みました」のテーマメッセージと番組概要紹介やリスナー生電話繋ぎ・大喜利「よるぱリサーチ」、19時台は「アニソン神曲祭り特大版」を中心として中盤に映画「劇場版 ソードアート・オンライン -プログレッシブ- 冥き夕闇のスケルツォ」紹介とグッズプレゼント・終盤に札幌三越「トムとジェリー カートゥーン・カーニバル」案内を挿入、20時台は「明日のどさんこワイド朝でこれやれ」「蹴られたい有名人ドラフト会議」のテーマメッセージと下ネタ「下の句」「よるぱ図書館」を実施。全編でのリクエスト曲は「アニソン神曲リクエスト」として送られたものを採用し、ジングルではどさんこワイド朝出演の佐藤宏樹・大家彩香・岡田和樹・久保明日香各アナウンサーが読み上げた過去の「よるぱリサーチ」採用ネタを添えたどさんこワイド朝のPRを兼ねたメッセージ音源が放送された。また「明日のどさんこワイド朝でこれやれ」のメッセージで寄せられたリスナーからの指令から4つが放送翌日24日のどさんこワイド朝で実践された[76]。
  - 当初は「よるPA日曜生放送版～30分から3時間 もってくれよ!身体!6倍だースペシャル!!」の仮題で案内され、本スペシャルに関連して事前企画として10月1日[48]・10月19日放送では「生放送でやってほしいこと」をメッセージテーマの一つに設定[74]、またスペシャル翌週29日放送では事後の感想を募る「3時間生放送を振り返って思うこと」を実施[76]。

## インターネットラジオ
2014年3月31日よりインターネットラジオによるスピンオフコンテンツとして「藤井孝太郎のログイン!うら★PA」をSTVラジオホームページ内のポッドキャストサイト等にて配信。主に本番組でのオープニングトークの延長線的な残念話や番組の裏話を中心に展開し、ポッドキャスト独自のコーナーも展開する。よるぱ本編収録後にインターネット分の収録を行っており、2014年から2016年度にかけ年度上半期に配信し、2016年度からは本番組で放送されたゲストインタビューの未公開部分もポッドキャストで展開されており、2017年度から2020年度にはゲストインタビュー完全版の配信のみに利用されたが、本放送が週一回30分のみとなった2021年度からは再度本編の補完としての配信をラジオクラウドで再開しており主に週一回の間隔、2025年度時点では不定期で配信を実施。
配信サイト
当初はSTVラジオホームページ内のポッドキャストページのみで配信、アーカイブについては公開期限なしで初回から公開したが、その後ホームページ全面リニューアルに伴い2016年10月3日をもって2015年度までのアーカイブ公開を終了した。
2017年10月にはSTVラジオのポッドキャストページでの新規配信を終了し、ラジオクラウドでの配信に移行するとともに2017年度配信済みのポッドキャスト第69回から第74回もラジオクラウドに収録された。
2021年11月にはSTVラジオホームページのポッドキャストページがリニューアルされ、2016年度から2017年ラジオクラウド移行直前までの配信分のホームページ上公開を終了する一方第100回（2021年9月12日公開）以降についてホームページ上での新規配信を再開しラジオクラウドに加えApple Podcasts・Spotify・amazon music・Google Podcastsへの配信を行い、2023年4月にはSTVホームページ上での配信が再度廃されポッドキャスト配信先4サービスへのリンクのみ表示する形となっている。
2024年2月にはradikoのポッドキャスト機能に対応、主要ポッドキャストサービスへの配信同様に第100回以降の内容を提供する。
インターネットラジオ独自企画
- ツイキャスタイム

金曜収録中の一部時間にツイキャスのライブ配信を展開し、配信に寄せられたTwitterユーザーからのコメントへの返答を交えながら進行する。2021年6月5日配信第88回から実施。
過去の独自企画（2014年頃）
- リスナーの残念な話

本番組オープニングやポッドキャストで語られる藤井の残念エピソードよろしく、リスナーから日常の残念エピソードを募集する。2014年4月21日配信の第4回にてリスナーから提案され募集開始、2014年4月28日配信第5回から紹介開始。
- 実はやっちゃいました

リスナーから昔やっていたアニメやマンガの必殺技をマネたエピソードを募集する。2014年4月21日配信の第4回にてリスナーから提案され募集開始、4月28日配信第5回から紹介開始。
- 匿名悪口コーナー

リスナーから日常で感じた他人への不満の悪口を匿名で募集するコーナー。
- うらぱレコード室

名曲の題名に似たエッチな作品が多く所蔵されている「うらぱレコード室」と言う設定で、名曲をもじったエッチな曲名のタイトルネタを募集する「よるぱ図書館」のスピンオフ的コーナー。ネタは主に『うらぱレコード室で○○(歌手名)の○○(曲名)に似た作品借りてきました。「○○」(ネタタイトル)』の形式で送られる。
- 立たないワード

日常で思いがけず立ってしまう時に備え、思い出しただけで一気に萎えてしまうような言葉を募集するコーナー。本番組で2012年秋季に行われた同名ネタコーナーのリバイバル実施。
ポッドキャストゲスト
カッコ内は配信日。
2014年
- 第14回(6月30日) マスター荻野&石原(藤井の大学時代の友人)
- 特別編(2014年7月14日) 和久井薫、渋谷もなみ(藤井リフレッシュ休暇のため代打パーソナリティ)

2015年
- 第48回(9月14日) DJ和(きたまえ↑札幌☆マンガ・アニメフェスティバル2015楽屋にてインタビュー収録)

2016年
- 第52回(5月17日) DJ和
- 第54回(6月1日) 川田まみ
- 第55回(6月5日) 尼川元気(flumpool)
- 第56回(6月12日) 春奈るな
- 第57回(6月26日) 高村佳秀(BLUE ENCOUNT)
- 第68回(12月18日) 尼川元気(flumpool)

2017年
- 第70回(5月14日) DJ和
- 第71回(6月11日) KOHSHI(FLOW)
- 第72回(6月18日) GOT'S(FLOW)
- 第73回(6月25日) TAKE(FLOW)
- 第74回(7月2日) IWASAKI(FLOW)
- 第75回(10月8日) すぎやまこういち

2018年
- 第76回(1月21日) 亜咲花
- 第77回(2月18日) KOHSHI・KEIGO・KISHOW（FLOW×GRANRODEO）[78]
- 第78回(2月26日) DJ和
- 第79回(7月14日) KOTOKO[79]
- 第80回(9月24日) KEIGO(FLOW)[80]

2019年
- 第81回(3月17日) 尼川元気(flumpool)

2020年
- 第82回(3月8日) DJ和

## ゲスト
2025年
- 1月4日 川田まみ[174]
- 2月1日 鈴木愛奈[175]
- 2月8日 岡咲美保・豊口めぐみ[176]
- 3月8日 藍井エイル[177]
- 8月9日 ナナヲアカリ[178]

## コメントゲスト
2024年
- 1月20日 亜咲花[234]
- 4月13日 影山ヒロノブ（JAM Project）[235]
- 6月28日 ピノキオピー
- 8月10日 春奈るな[38]
- 8月31日 ぼっちぼろまる[236]

2025年
- 3月29日 TRUE[237]

## イベント
複数年実施
- ドキドキおまつりプラザ/ドキドキFOODパークオフ会(毎年6月中旬)

札幌パークホテル西駐車場にて北海道神宮例祭に合わせ開催されるSTVラジオ「ドキドキFOODパーク」（2015年までは「ドキドキおまつりプラザ」）イベントにて夜の時間帯にステージイベントを展開。DJ和によるアニメソングDJプレイを中心に展開され、藤井はダンボール製の装飾によるコスプレでの登壇が恒例となっている。また中止年の代替企画についても記述する。
- 2025年

6月14日開催、例年出演していたDJ和は「FLOW THE FESTIVAL 2025」出演のため欠場し札幌のコスプレイベント団体「あめいず村」に参加するコスプレイヤーのshiho・雪野ひなた2名がDJとしてゲスト出演。藤井はNintendo Switch 2の段ボールコスプレで登壇し、初音ミクのコスプレをしたshihoのDJプレイを皮切りに、パロディクイズ「ヲタさん お絵かきですよ」や、藤井のDJ企画として欠席したDJ和の事前ミックスによるアニソンミックス音源を用いたパフォーマンスの後、レムのコスプレをした雪野ひなたDJプレイで締めくくられた。イベントの模様は6月22日に放送し、翌週29日にも裏話が語られた。
- ティーンズドナー献血推進キャンペーン（2012 - 2015年11月・2019年2 - 3月[243]）

北海道赤十字血液センターによる道内主要民放ラジオ4局での若者向け番組を用いた10代を対象とした献血推進運動の2012年から2015年・2018年度のSTV受け持ち分を本番組が担当。番組内で献血運動のPRを行うとともに北海道内の献血ルームにて本番組含む対象番組を聞いた又はキャンペーンポスターを見たと申告した上で献血した10代に赤十字オリジナルのけんけつちゃんグッズがプレゼントされる。
- STVラジオ杯ミニ四駆大会(2014 - 2016年毎年秋)

藤井がよるぱの番組内でミニ四駆の話題を語った事をきっかけとして行われる、DCMホーマック発寒追分通店にて開催されるミニ四駆大会。事前登録不要車検なしのオープン大会として本大会を行い、その他ファミリー大会等のイベント大会やビギナーコース、工作教室、関連商品販売コーナーを展開した。藤井をはじめとするよるぱチームも本戦に挑戦しており、イベントの様子はよるぱ番組内で放送された。開催日程と放送日は以下の通り。
2014年：9月7日開催・9月8日よるぱでイベント音源放送
2015年：11月1日開催・11月2日よるぱでイベント音源放送
2016年：11月13日開催・同日よるぱでイベント音源放送
- STVラジオ OTO Marche（2016・2018年7月）

岩見沢市いわみざわ公園での野外音楽フェスティバル「JOIN ALIVE」開催中の北海道グリーンランド園内に出展されるSTVラジオの公開録音ブースにて、ゲストインタビューの収録を実施。
2016年は7月16日に同日出演のfripSideへのインタビューを担当しインタビューの模様は7月24日に放送。
2018年は7月14日に同日出演の10-FEETとジェニーハイへのインタビューを担当し10-FEETのインタビューは7月29日、ジェニーハイのインタビューは8月5日に放送。
単発実施
- 初音ミク×藤井孝太郎のログイン! よる☆PAスペシャルコラボステージ （2018年7月28日）[257]

7月27・28日開催の岩見沢市いわみざわ公園でのSTV創立60周年記念イベント「どさんこみらいフェス」の一環として、北海道グリーンランド内のランドホールに設けられたグリーンランドエリアステージにて初音ミクとのコラボレーションによる公開録音を実施。初音ミクの司会進行は本イベントが初の試みであり、等身大サイズの大型画面にミクの姿を投影する形で行われた。ゲスト歌手として北海道出身でよるぱにも縁のある吉田達彦と和島あみ、初音ミクの弾き語り共演者としてさとうもか、トークゲストとしてクリプトン・フューチャー・メディアの斉藤大輔も出演し初音ミクに関するトークを行った。イベントの模様は8月9日深夜に放送された他、ツイキャスでも一部が開催当日にライブ配信された。
- namco×STVラジオコラボキャンペーン（2019年1月20日 - 3月）

namco札幌エスタ店にて、「オラにチカラをボケてクレーン」コーナーと連動し店内のクレーンゲーム機への500円投入者を対象とした「マストバイキャンペーン」形式でnamcoと番組のコラボレーションした「オラボケ」のロゴが入った限定缶バッジを先着500名にプレゼントする。このほか2月9・10日には第2弾バッジ「藤井孝太郎アイドル缶バッジ」のプレゼントも実施、コーナー担当の森貞店員とのジャンケン勝利でバッジがプレゼントされた。
- STVラジオ×FMノースウェーブ「ログイン!アニパ★」（2020年1月11日）[264]

本番組とFM NORTH WAVE「Anison-R ～マンガ・アニメ研究部～」のコラボレーションによる札幌sound lab moleでのアニメソングイベント。ゲストに両番組と関係の深いDJ和を始めとして11月15日のAnison-Rにて春奈るな、Anison-Rパーソナリティの片岡が生出演した11月24日のよるぱにてnonocの出演を発表。通常のスタンディングチケットの他、参加者の力をイベント制作のサポートとする企画チケットとして通常料金から500円増しの「アニパに力を分けてくれ!チケット」が70名分用意され、特典として会場内でのラジオネーム掲示やイベント内でのラジオネーム紹介が行われた。チケット一般発売の前に10月4日から20日まで先行発売を実施。開催翌日1月12日のよるぱにて前半は冒頭挨拶やDJ和アニソンDJプレイ第1部での和のセリフやDJプレイで流された一部の曲目とnonoc・春奈るなのライブ後MC音源、後半にDJ和アニソンDJプレイ第2部の曲目とプレイ中に藤井が歌唱した「闘魂!ケモナーマスク」の音源を放送した。
- 段ボールアート最終処分立ち合い会（2024年8月31日）[266]

STV本社前の北1条通に接続する中小路奥に位置する空き家を会場に、過去のドキドキFOODパークでの番組オフ会イベントで藤井が着用した段ボール製の手作りコスプレ衣装を処分前に一同に展示するイベント。14時から16時に展示公開を行うとともに、来場リスナーに今後のオフ会への要望のインタビューも行う。8月17日放送で31日の企画実施予定の方針と同日のリスナーの予定動向の募集を案内し、24日放送で企画内容を発表、9月7日放送でイベントの様子を放送した。

## スタッフ
- ディレクター:福島美香
  - 「藤井孝太郎のアタックヤング」の後期時代からディレクターを担当。あだ名は「ねえさま」。藤井に対しては「藤井」「あんた」と呼ぶ。この番組のほかに川田まみのアタックヤングも担当。

過去
- 初代AD:山口苑大
  - 名寄市出身、あだ名は「チョッパー」。本番中はメッセージ選定を担当。ONE PIECE、スタジオジブリ、VOCALOIDファンで、他人から影響を受けやすい性格。この番組のほかにYo!Hey!サンデー!も担当。番組当初から担当し2015年3月いっぱいをもって番組卒業し昼の情報番組「生活情報バラエティ わくわくラジオ」担当に転属、2018年10月よりよるぱに復帰し2019年頃まで再度担当した。
  - 2012年10月14日に札幌市西区おもちゃの平野本店で開催されたミニ四駆オータムトライアル大会、11月25日にモエレ沼公園ガラスのピラミッドで開催されたミニ四駆オータムカップ北海道大会によるぱチームとして藤井などとともに参戦。
  - 極稀に番組本編にも登場する場合があった。出演履歴は以下のとおり。
    - 2013年1月3日：「ジブリ選手権」後半でジブリマニアとして
    - ポッドキャスト版第7回（2014年5月12日配信）：藤井宛の質問メールの読み手として
    - 2015年1月20日：「ルパン三世 カリオストロの城を語ろう」解説者として
    - 2016年1月1日：「ドキュメンタリー・オブ・PNT」藤井へのインタビュアーとして
- 2代目AD・見習いディレクター:でん
  - 2015年3月30日放送から担当。正式スタッフに就く2015年度以前の学生時代からよるぱを聞いており、アルバイトの技術スタッフとしてよるぱの番組イベントにも携わっていた。好きなアニメは「ハヤテのごとく!」。
  - 2016年6月18日放送「帰ってきた生放送スペシャル」でADから「見習いディレクター」に昇格。2016年6月15日に開催されたドキドキFOODパーク2016でのステージ衣装を作成するも、途中で壊れるアクシデントが多発したため、正式Dへの昇格は見送られた。
  - 2018年9月いっぱいを持って番組を卒業し「まるごと!エンタメ〜ション」担当に転属の後、2020年には再度本番組を担当していたが2021年度の30分化後は再度離れている。
  - 本編への出演履歴
    - ポッドキャスト版第23回（2015年3月30日配信）

## 主なプレゼント
- リスナー・関係者提供プレゼント各種
- 沖縄ご当地コンドーム
  - 藤井が毎年沖縄旅行へ行った際に土産企画としてプレゼントされる。
- 一番くじ一式（バンプレスト提供）
  - 当選者一人発表ごとに藤井が1回くじを引いて出た等級の賞品をプレゼントする。複数の種類がある下位等級の賞品は全種セットでプレゼントされる。
  - 実施履歴
    - 2014年2月10日 - 14日 一番くじ「劇場版 TIGER & BUNNY -The Rising-」
      - A - H賞各2本ずつ計16本の景品を1日3名ずつプレゼントし、藤井が残った1個を貰うというものだったが、初日にA賞の虎徹フィギュア2体全てが、2日目にB賞のバーナビーフィギュア2体中1体が出てしまい、ディレクターねえさまから大目玉を喰らった。しかし、残りの3日間で藤井がB賞を残すことに成功しバーナビーフィギュアを入手することとなったが、番組終了後にスタッフから非難された。
      - スタッフからの非難を受け、藤井がAD山口との間でバーナビーフィギュアと一番くじプレミアム「アイドルマスターPART2」A賞高槻やよいフィギュアを交換し藤井が高槻を手にする条件を飲み、週明けの2月17日放送にてディレクターチョッパー提供の名目でB賞バーナビーフィギュアがリスナープレゼントとなった。

    - 2014年12月2日 一番くじ「鎌池和馬の祭典シリーズ第一弾 -作家生活10周年記念-」
      - 川田まみのアタックヤングとの共同企画として行われ、まずよるぱでS - G賞各1本ずつ計8本の景品から3名にプレゼントし、残った5本を川田アタヤン12月3日放送分でのプレゼントに持ち越しし川田まみの手による景品抽選で3名にプレゼントする。なお藤井はプレゼンターとして3日の川田アタヤンに出演した。その後よるぱ12月4日放送では余った景品のうちの1つ、C賞「ヘヴィーオブジェクト」アートポスターが追加でリスナープレゼントとなった。

    - 2014年12月15日 - 19日 一番くじ「進撃の巨人～自由への進撃」
      - A賞 - L賞各1本ずつ計12本の景品を1日2名ずつにプレゼントし、残った2個を藤井が貰う形で実施。最終的に藤井はA賞エレンフィギュアとF賞アニ・エレンちびきゅんキャラフィギュアセットを手にしたが、その後2015年1月5日放送で藤井が2014年末にプライベートで一番くじ進撃の巨人自由への進撃を1回勝負で引いたところ、A賞エレンフィギュアを引き当ててしまいプレゼント企画の残りと合わせA賞が重複したエピソードが語られた。

    - 2015年4月27日 一番くじプレミアム「鎌池和馬の祭典 シリーズ第2弾 とある魔術の禁書目録10周年記念」
      - 10周年記念賞・A賞 - G賞各1本ずつ計8本の景品を番組内で2回行われるクイズ正解者3名ずつと、最後に全てのクイズ応募者の中から2名の計8名にプレゼントする。藤井は1回目のクイズで目玉となるA賞のインデックスプレミアムフィギュア・B賞御坂美琴プレミアムフィギュアを引いてしまい山場が早々と来てしまう事態となった。

    - 2015年8月31日 一番くじ「ワンピース 大海賊シャンクス ～The Great Captain～」
      - S賞2本、A賞 - I賞1本ずつ計11本の景品を番組内で行われる8時台のクイズ正解者4名・9時台2回のクイズで1回につき正解者3名ずつの計10名にプレゼントし、残った1個を藤井が貰う形で実施。
- クオカード500円分100名
  - 2016年・17年感謝週間時に、多くのリスナーへの還元を図るべく藤井と藤井以外のSTVアナウンサーいずれか1名の計2つのサインが入ったクオカードを大人数の100名にプレゼント。
  - 2017年感謝週間時はサイン入れの有無を希望可能となったほか100名の中から1名に松山千春サイン入クオカードをプレゼント。9月10日放送で応募要項が発表され、17日放送で応募の合言葉となる自分がSかMかのアンケート結果でM80%・S20%と発表したのち、もう一つのスペシャル景品として100名の中から1名に影山ヒロノブと藤井のサイン入りクオカードのプレゼントが発表された。

## エピソード
- 2012年11月2日の中川翔子特集では、中川翔子本人からのゲストメッセージが予定されていたが急遽生電話での出演となった[268]。
- 2013年春改編からの月土放送降格後、Twitterにて非公式ハッシュタグ「#エアーよるぱ」がリスナー有志により展開され、よるぱのない平日火曜 - 金曜午後9時台にリスナー同士で勝手に決めたテーマや藤井の今後について等のやりとりがなされ1時間のツイート数が200にのぼる程となる現象が発生した[1]。
  - これに対し藤井は同年4月6日放送で通常放送時のよるぱタグよりも盛り上がることもありやめてほしいと発言したほか、当日のアナウンサー日誌ページでは「頭を悩ませている」と述べている[269]。その一方で、藤井のTwitterアカウントからもよるぱ非放送日にエアーよるぱのタグがついたつぶやきが発信されることがあった。
- 『札幌マンガ・アニメフェスティバル 「きたまえ↑」』2014年開催1日目に行われた「楽園追放 -Expelled from Paradise-」ワークショップに出演した三木眞一郎へのインタビューが放送予定となっていたが、インタビュー音源の音声ファイルの取り扱いミスで放送不能となっていたことが2014年10月7日放送にて謝罪された[270]。この不祥事は三木眞一郎サイドにも報告された。
- 2014年11月25日放送では、STVラジオに出入りしているプロモーターでガンダムファンのポニーキャニオン音楽宣伝部社員・松代勇司とともに「Ζガンダムのダメ人間について語ろう」をテーマに実施[271]。
- 番組予算が少なく番組側でプレゼントを頻繁に用意できないために不定期にリスナーからプレゼント用に提供された土産やキャラクターグッズをプレゼントにすることがあり、2013年にはいつまでもリスナーに甘えたくないとの理由で4月1日放送でリスナー提供プレゼントの最終回を宣言したが、再びリスナーからプレゼント提供があったため4月15日放送で「基本的にはプレゼントを受け付けないがどうしても送りたい人は要相談」という形で受け入れに含みを持たせる形に方針転換した。その後前述の「二回戦」などスポンサー提供のプレゼントが話題になったため頻度が一時減少した。このほか2021年7月3日の放送では、アナウンス部の方針でリスナーからの藤井宛のプレゼントを受け取らない方針を公表している。
- 2019年5月5日放送では、事前予告無しの公開放送という形でSTV本社敷地内の屋外に小テーブルと機材一式を置いて生放送を行った[272]。
- 漫画家・ヤマモトマナブの作品「キューナナハチヨン」第17話「君の今いる夜は」（ヤングキングアワーズ2020年11月号掲載・コミックス3巻収録）に、藤井とSTVの許可を得て主人公らがコーナー出演するラジオ番組として本番組をモチーフとした「藤井孝介のロックオン!宵☆祭（よいぱ）」が登場[273]。2020年4月のキューナナハチヨン2巻発売に際し新型コロナウイルスの為宣伝活動を自粛する中で本番組からオファーを受け電話出演した事への御礼とラジオ局を題材としたエピソードを描く構想から本エピソードが実現した[274]。藤井の他スタッフの姿やリスナー名は実在のSTV社内含むよるぱ関係者をモデルに描かれたが、放送局「FM Rivers」のスタジオは作品の舞台である旭川市内のFMりべーるをモデルとしており[275]、ヤマモトが同局の番組「モーニングキャッチ」にゲスト出演しつつ参考とした[274]。
  - 2020年9月27日放送では、本作品のPRで「重大発表」としてヤマモト本人が番組に電話出演しよるぱモチーフのエピソードの掲載発表とインタビュートークを行った[156]。
  - 2020年12月の「キューナナハチヨン」コミックス第3巻発売時には、ヤマモトが店員として勤務する文教堂札幌ルーシー店の限定特典として付属する自費製作のオリジナル帯のコメント文を藤井が寄稿し書店向けの宣伝物データ配布にも同帯が盛り込まれた[276][277][278]。また、コミックスの写真とハッシュタグ「#キューナナハチヨン」を付けたツイートの投稿者から10名にオリジナル図書カードをプレゼントするTwitter企画と連動して#キューナナハチヨンのタグと本番組タグ「#よるぱ」とともにパーソナリティ藤井の印象のメッセージを書いたツイートの投稿者から1名に主人公・中河泰弥と藤井孝太郎をモチーフとしたキャラクター・藤井孝介のイラストにヤマモトと藤井の藤井孝すけ（藤井孝介）名義のサインを描いた色紙をプレゼントする[279][280]。
- 2021年7月3日放送では、angelaのゲストコメント内にてパーソナリティ藤井の入籍を発表[281][282]。angelaによるお祝いコメントの後、終盤にて藤井が結婚の経緯を述べた。
- 2022年1月22日放送では、リビングを中心に藤井の自宅からリモート収録を実施[283]。藤井が新型コロナウイルス濃厚接触疑いとなったため在宅の藤井とSTV広報の間で携帯電話を繋ぎ藤井の自宅にリスナーから送られたメッセージの紙を持ち込んで収録を行った。また翌週1月29日放送ではスタジオ収録に戻り自宅リモート収録の裏話が語られた他[36]、冒頭は前週に引き続く形での電話音声によるパートののち通常のスタジオ収録音声に回帰する構成とした。
- 2022年12月3日放送では、通常のテーマメッセージを中止し全編で藤井の闘病生活についてのトークを実施[284]。藤井の新型コロナウイルス感染により[285]、前週からの休業とそれに伴うよるぱの再放送対応を謝罪するとともに、発症時の様子やホテルでの宿泊療養について振り返った。

## 在札局のアニソン番組
- AV Music Channel(AIR-G')2009年4月 - 2015年12月 前半「A-Channel」でアニメソングを取り上げた。
- Anison-R/Anison-R 〜マンガ・アニメ研究部〜(FM NORTH WAVE)2010年11月 - 放送中
- アニメロティックシリーズ(HBCラジオ)2013年4月 - 放送中 2016年度上半期に裏番組となった。
- ANI-ON!(AIR-G')2014年1月 - 2018年3月
- Dig link〜ディグリンク〜(AIR-G')2020年12月 - 2022年3月
- V/R_relation(FM NORTH WAVE)2022年4月 - 2023年3月
- 風越星名 V*V avenue(AIR-G')2023年4月 - 2024年4月
- WAKU WAKU(AIR-G')2025年4月 - 水曜日を漫画・アニメのテーマで展開。
- 花田実咲のG'Anime station(AIR-G')2025年4月 -